# 巴爾鎮區 (伊利諾伊州馬庫平縣)
巴爾鎮區（英語：Barr Township）是位於美國伊利諾伊州馬庫平縣的一個行政鎮區。

## 地方資料
根據2010年美國人口普查的數據，巴爾鎮區的面積為95.30平方千米，當中陸地面積為94.90平方千米，而水域面積為0.40平方千米。當地共有人口586人，而人口密度為每平方千米6.15人。